# 85e cérémonie des National Board of Review Awards
La 85e cérémonie des National Board of Review Awards (NBR Awards), décernés par le National Board of Review, a eu lieu le 4 décembre 2013, et a récompensé les films réalisés dans l'année,.

## Classements 2013 du National Board of Review
Classement par ordre alphabétique.

### Top 10 films
- Dans l'ombre de Mary (Saving Mr. Banks)
- Fruitvale Station
- Gravity
- Her
- Inside Llewyn Davis
- Du sang et des larmes (Lone Survivor)
- Le Loup de Wall Street (The Wolf of Wall Street)
- Nebraska
- Prisoners
- Twelve Years a Slave
- La Vie rêvée de Walter Mitty (The Secret Life of Walter Mitty)

### Top films étrangers
- Au-delà des collines (După dealuri)  Roumanie
- Gloria  Chili
- The Grandmaster (一代宗师, Yat doi jung si)  Hong Kong
- Hijacking (Kapringen)  Danemark
- La Chasse (Jagten)  Danemark

### Top films documentaires
- The Act of Killing (Jagal)
- After Tiller
- Casting By
- The Square (Al Midan)
- Twenty Feet from Stardom

### Top films indépendants
- Les Amants du Texas (Ain't Them Bodies Saints)
- Dallas Buyers Club
- In a World...
- Beaucoup de bruit pour rien (Much Ado About Nothing)
- Mud : Sur les rives du Mississippi (Mud)
- The Place Beyond the Pines
- States of Grace (Short Term 12)
- The Spectacular Now
- Touristes (Sightseers)

## Palmarès
- Meilleur film :
  - Her

- Meilleur réalisateur :
  - Spike Jonze pour Her

- Meilleur acteur :
  - Bruce Dern pour le rôle de Woody Grant dans Nebraska

- Meilleure actrice :
  - Emma Thompson pour le rôle de Pamela L. Travers dans Dans l'ombre de Mary (Saving Mr. Banks)

- Meilleur acteur dans un second rôle :
  - Will Forte pour le rôle de David Grant dans Nebraska

- Meilleure actrice dans un second rôle :
  - Octavia Spencer pour le rôle de Wanda dans Fruitvale Station

- Meilleure révélation masculine :
  - Michael B. Jordan pour le rôle d'Oscar dans Fruitvale Station

- Meilleure révélation féminine :
  - Adèle Exarchopoulos pour le rôle d'Adèle dans La Vie d'Adèle

- Meilleure distribution :
  - Prisoners

- Meilleur premier film :
  - Ryan Coogler pour Fruitvale Station

- Meilleur scénario original :
  - Inside Llewyn Davis – Joel et Ethan Coen

- Meilleur scénario adapté :
  - Le Loup de Wall Street (The Wolf of Wall Street) – Terence Winter

- Meilleur film en langue étrangère :
  - Le Passé  France

- Meilleur film d'animation :
  - Le vent se lève (風立ちぬ, Kaze tachinu)

- Meilleur film documentaire :
  - Stories We Tell

- Spotlight Award :
  - La collaboration de toute leur carrière entre Martin Scorsese et Leonardo DiCaprio

- Creative Innovation in Filmmaking :
  - Gravity

- William K. Everson Film History Award :
  - George Stevens Jr.

- NBR Freedom of Expression :
  - Wadjda (وجدة)